# Fair Lane
Fair Lane fue la propiedad del fundador de Ford Motor Company, Henry Ford, y su esposa, Clara Bryant, en Dearborn, Míchigan, en los Estados Unidos. Fue nombrado después de un área en Cork en Irlanda donde nació el abuelo adoptivo de Ford, Patrick Ahern. Los 1.300 acres de finca a lo largo del río Rouge incluían una gran casa de piedra caliza, una planta de energía eléctrica en el río represado, un invernadero, un cobertizo, caballerizas, una casa de juegos para niños, una casa en el árbol y extensos jardines emblemáticos diseñados por el arquitecto paisajista de Chicago Jens Jensen. La residencia y parte de los terrenos de la finca están abiertos al público como un paisaje histórico y museo de la casa y se conservan como un Monumento Histórico Nacional. Parte de los terrenos de la finca se conservan como un área de estudio de la naturaleza universitaria.

## Arquitectura
Frank Lloyd Wright participó en el diseño inicial. Sin embargo, después de que Wright huyó a Europa con su amante Mamah Borthwick, una de sus arquitectas asistentes, Marion Mahony Griffin (una de las primeras arquitectas de Estados Unidos) revisó y completó el diseño de acuerdo con su propia interpretación del estilo de la pradera. Henry Ford y su esposa hicieron un viaje a Europa y al regresar despidieron a Griffin y usaron a William H. Van Tine para agregar detalles de la casa solariega inglesa. En 1913, el arquitecto Joseph Nathaniel French fue contratado para trabajar en las etapas finales para completar la residencia en 1915.
Los 2900 m² de casa, con 56 habitaciones, se consideraba adecuada pero menos grandiosa que otras grandes casas y mansiones de la época en Estados Unidos. Incluía una piscina cubierta y una bolera. La piscina ahora está cubierta y sirve como espacio para eventos y reuniones. Había alojado un restaurante.

## Paisaje
La central eléctrica tenía su piedra angular establecida por Thomas Alva Edison y con energía hidroeléctrica no solo alimentaba la finca, sino también una parte de la ciudad de Dearborn. Incluía el garaje de la finca y en el nivel superior un laboratorio donde Ford trabajaba en diseños de motores. La central eléctrica también está construida de piedra caliza en el estilo de la pradera. 

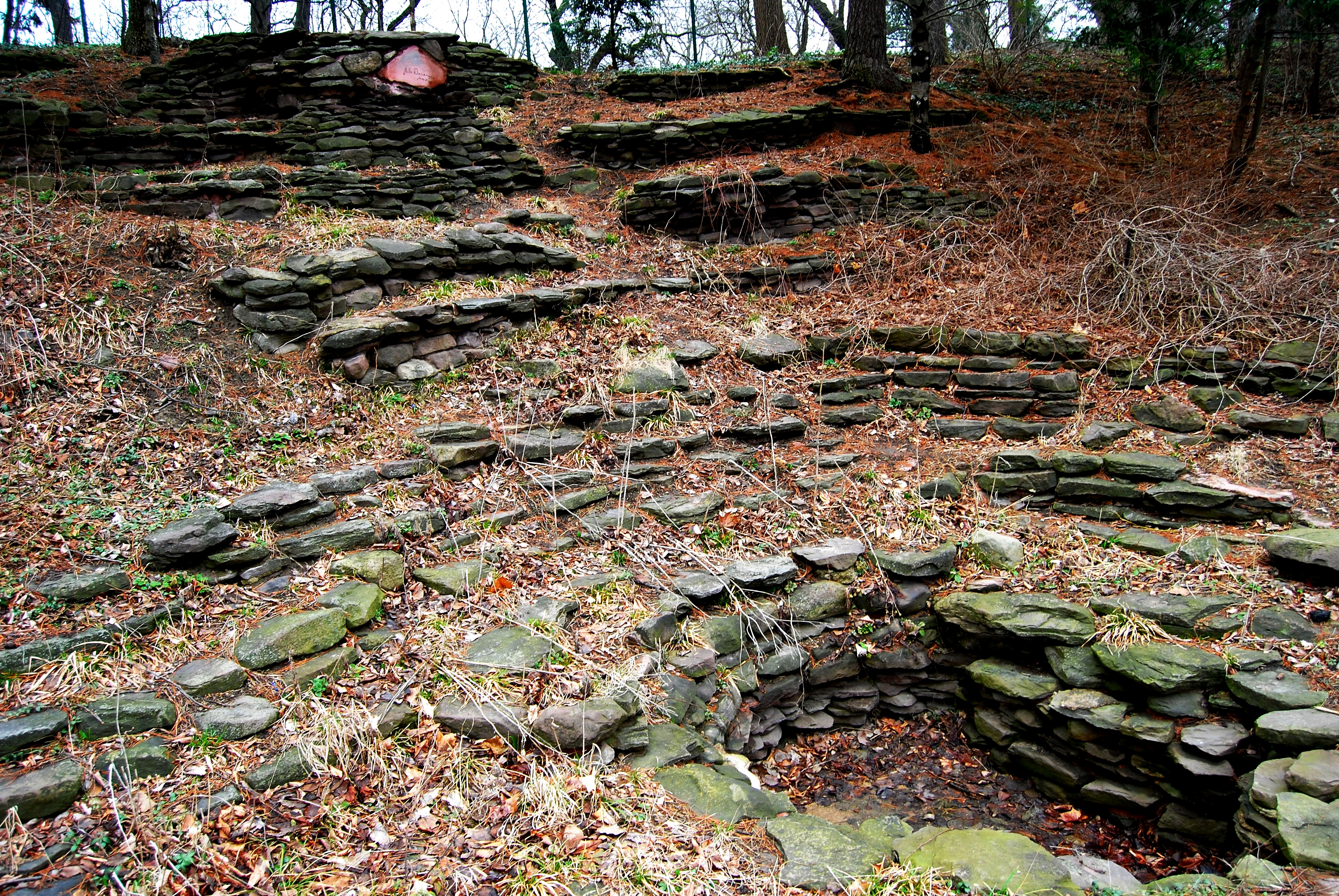
Gruta de John Burroughs, Henry Ford Estate.

Jens Jensen empleó su enfoque de "visión retrasada" al diseñar la llegada a la residencia. En lugar de proceder directamente a la casa o incluso a verla, la entrada conduce a los visitantes a través de las densas zonas boscosas de la finca. Las curvas en el camino, plantadas en el arco interior de las curvas con grandes árboles, dan la sensación de una razón natural para el giro y oscurecen cualquier visión a largo plazo. De repente, el visitante es expulsado del bosque y en el espacio abierto donde la residencia se presenta completamente a la vista frente a ellos. Esta idea de deambular fue una que Jensen presentó en casi todos sus diseños. Amplios prados y jardines componen el paisaje más grande, con macizos de flores naturalistas que rodean la casa. El prado axial más grande, el "Camino del Sol Poniente", está alineado de modo que en el solsticio de verano el sol poniente brille a través de una separación precisa de los árboles en el extremo occidental del prado. La casa de botes, con acantilados de piedra diseñados por Jensen, le permitió a Henry Ford viajar por el río Rouge en su bote eléctrico.

## Museo
La finca fue donada a la Universidad de Míchigan en 1957 para un nuevo campus de Dearborn. La Universidad de Míchigan-Dearborn utiliza las antiguas casas del personal y un establo de ponis, incluido un centro de desarrollo infantil. La casa principal, la casa de máquinas, el garaje y 0.29 km² de tierra fueron operados como un museo, mientras que un restaurante ocupó el antiguo natatorio de piscina cubierta hasta que la Universidad cerró Fair Lane al público en 2010. En 2013, la administración de la propiedad se transfirió al mismo grupo sin fines de lucro que opera la casa Edsel y Eleanor junto al lago, con la ayuda financiera de la familia Ford.

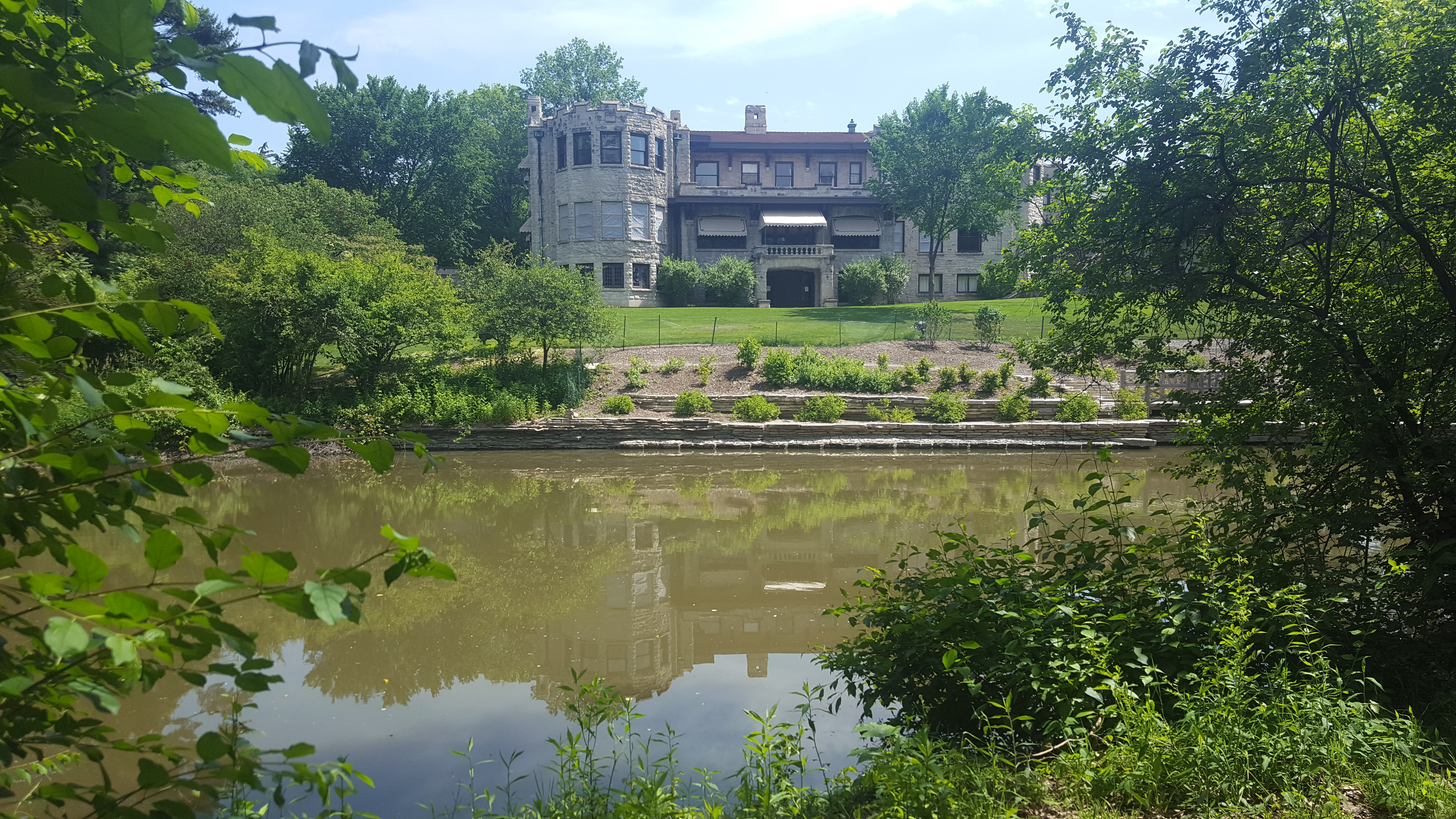
Vista de la parte trasera de la casa desde el otro lado del río.

## Nombres
El vagón privado de Henry y Clara Ford, llamado "Fair Lane", se mantuvo en espera en el revestimiento Ford del Ferrocarril Central de Míchigan en Dearborn. El modelo de automóvil Ford Fairlane, vendido entre 1955 y 1970 en Estados Unidos y entre 1959 y 2007 en Australia, lleva el nombre del estado de Fair Lane.

## Galería

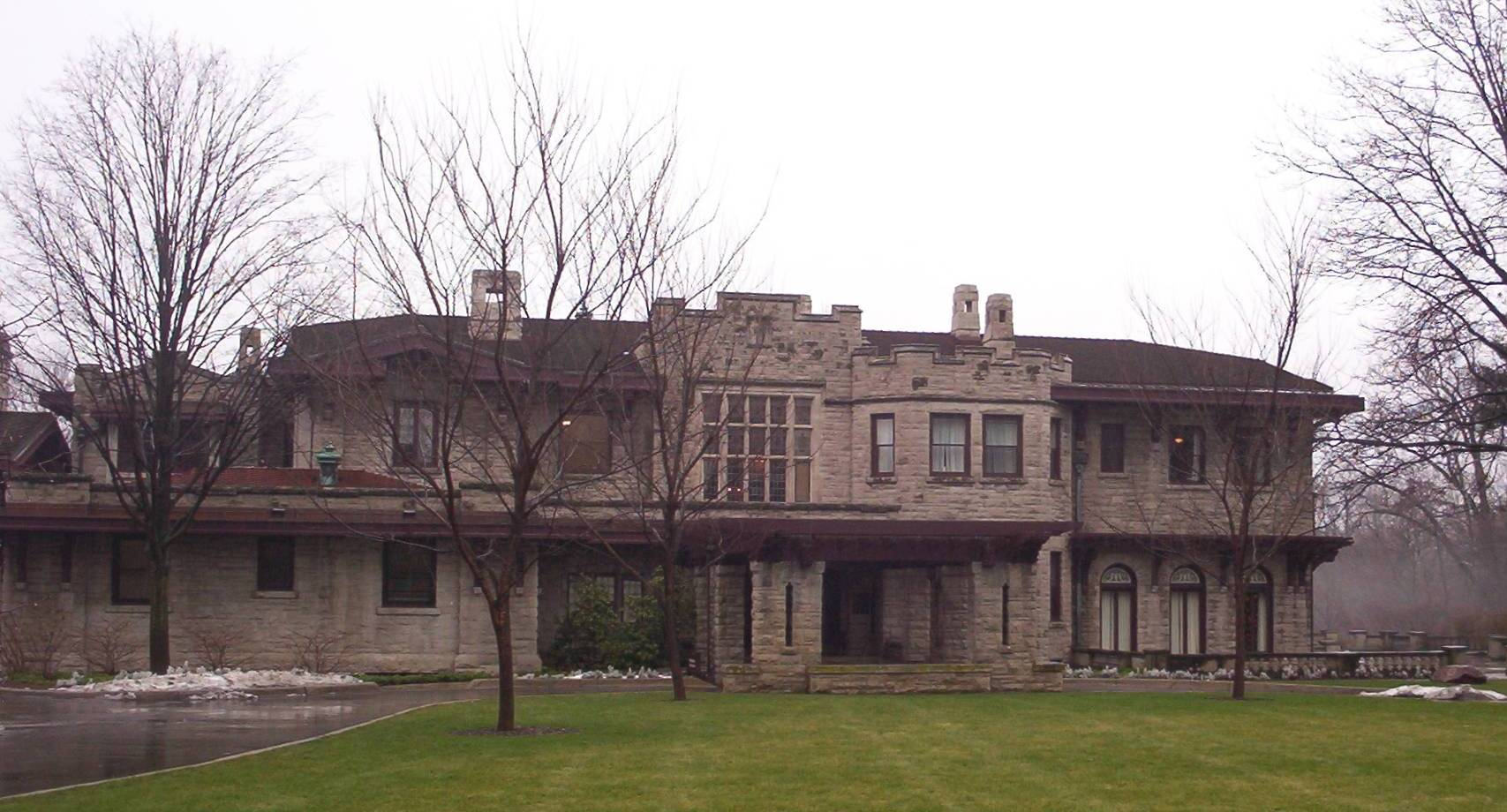
Entrada frontal.
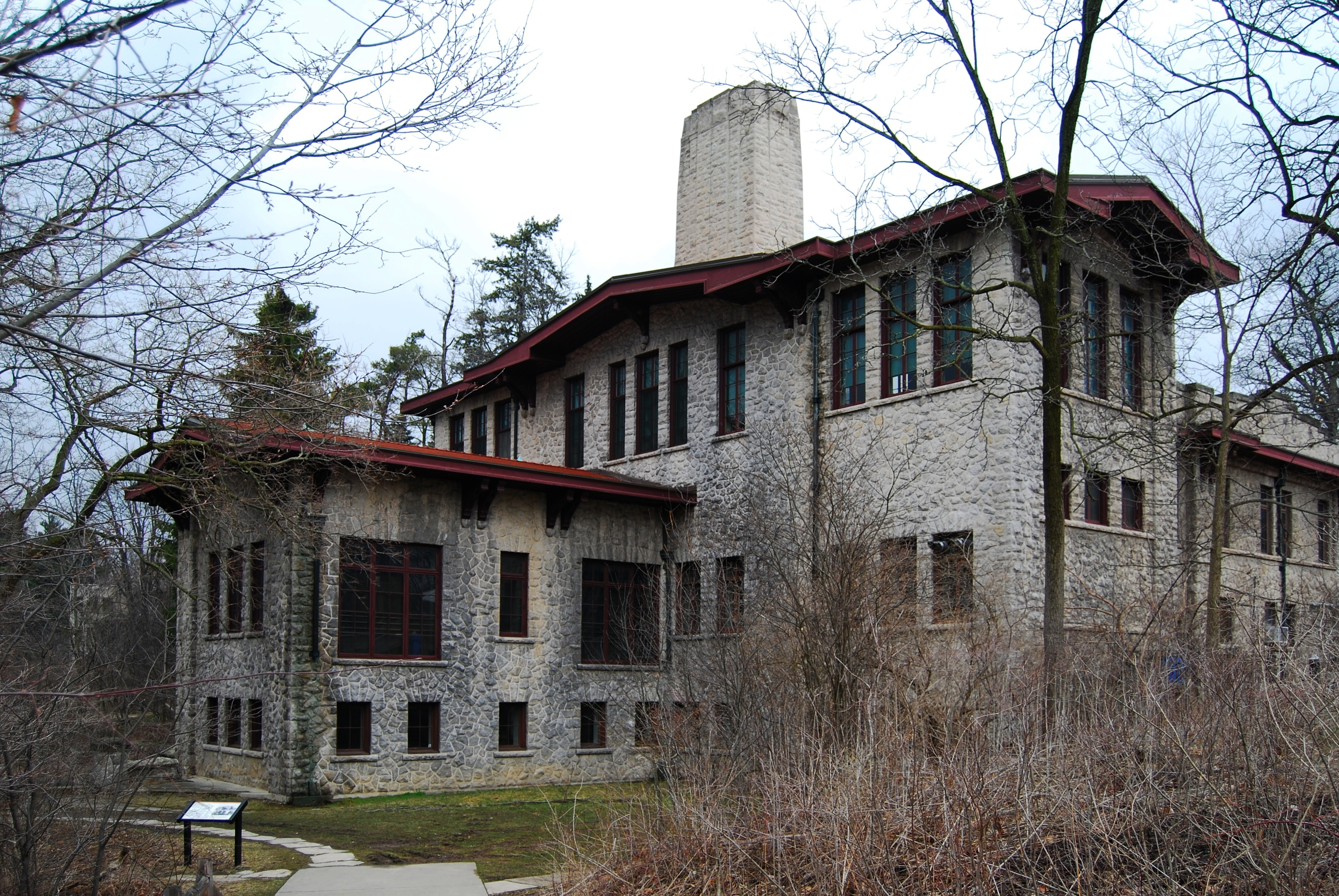
Central eléctrica.
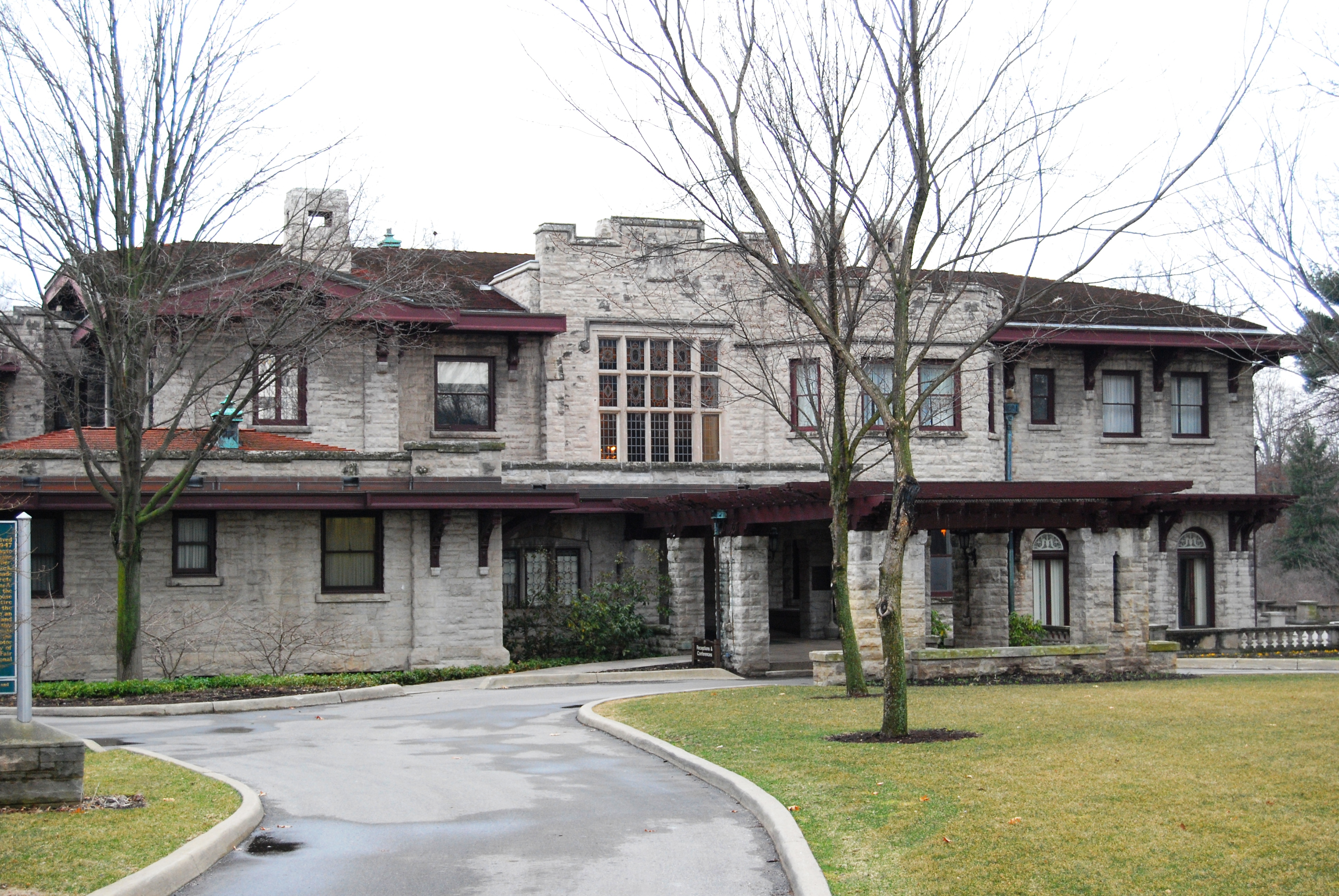
Lado noroeste.
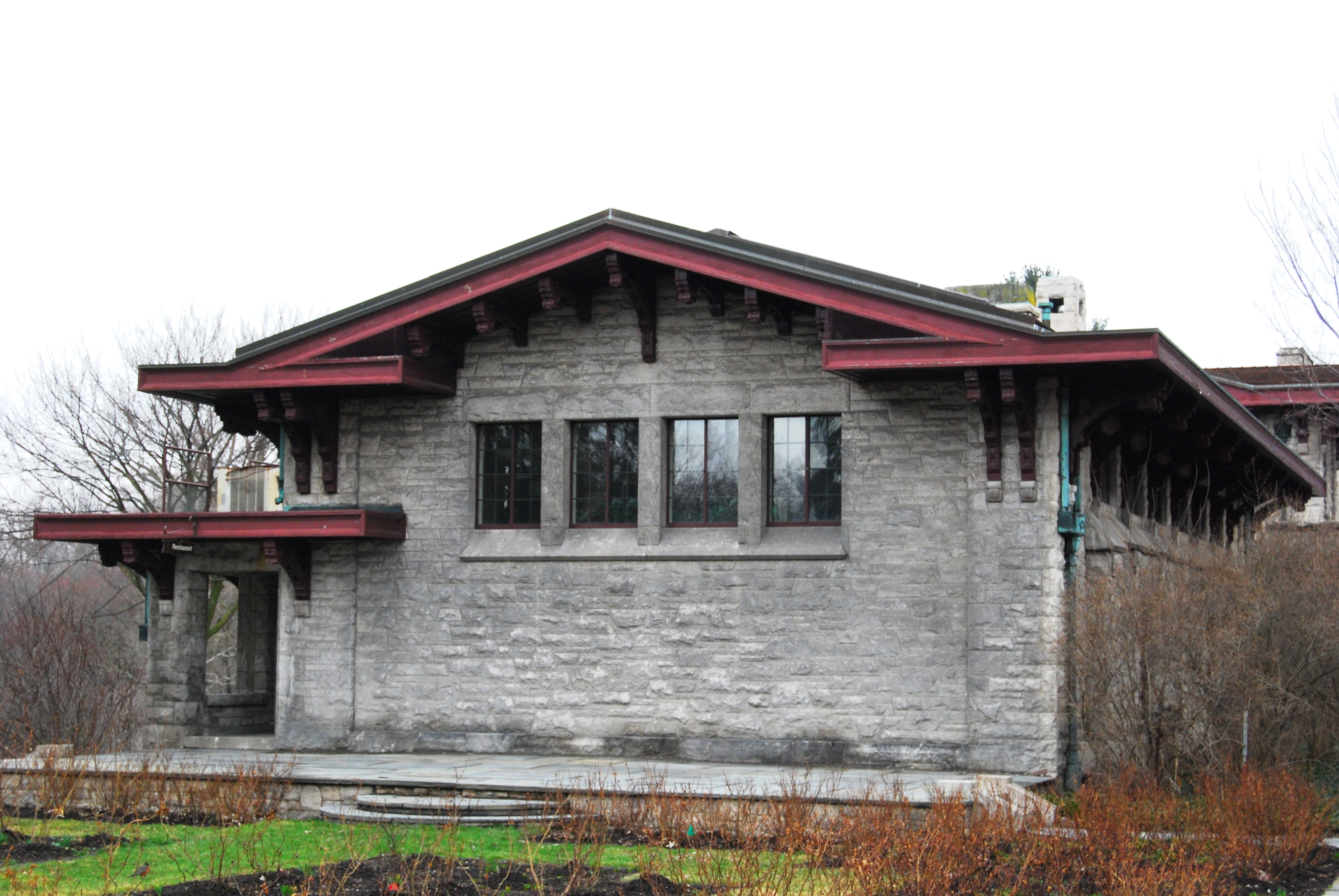
Lado sur.
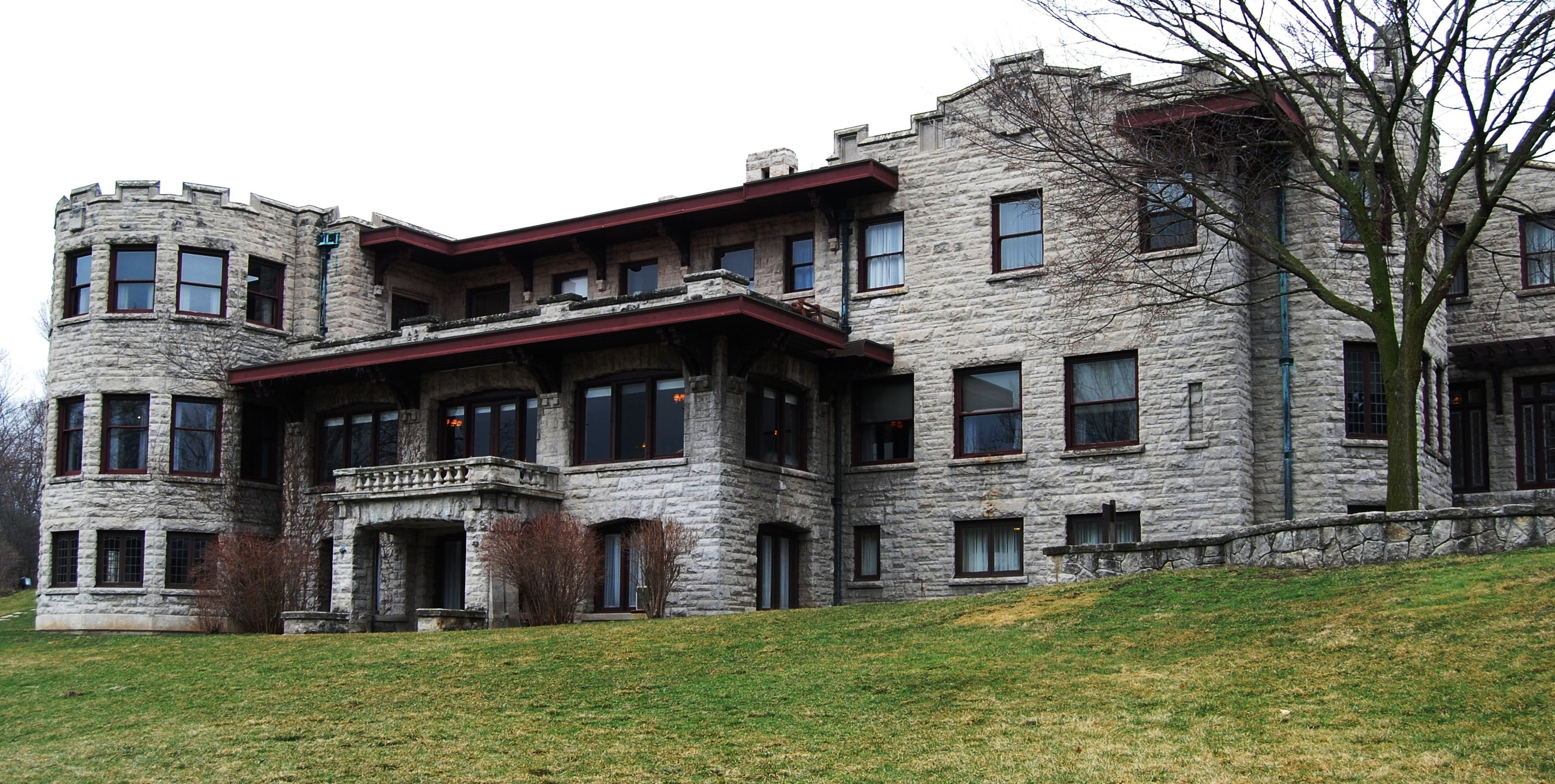
Lado suroeste.
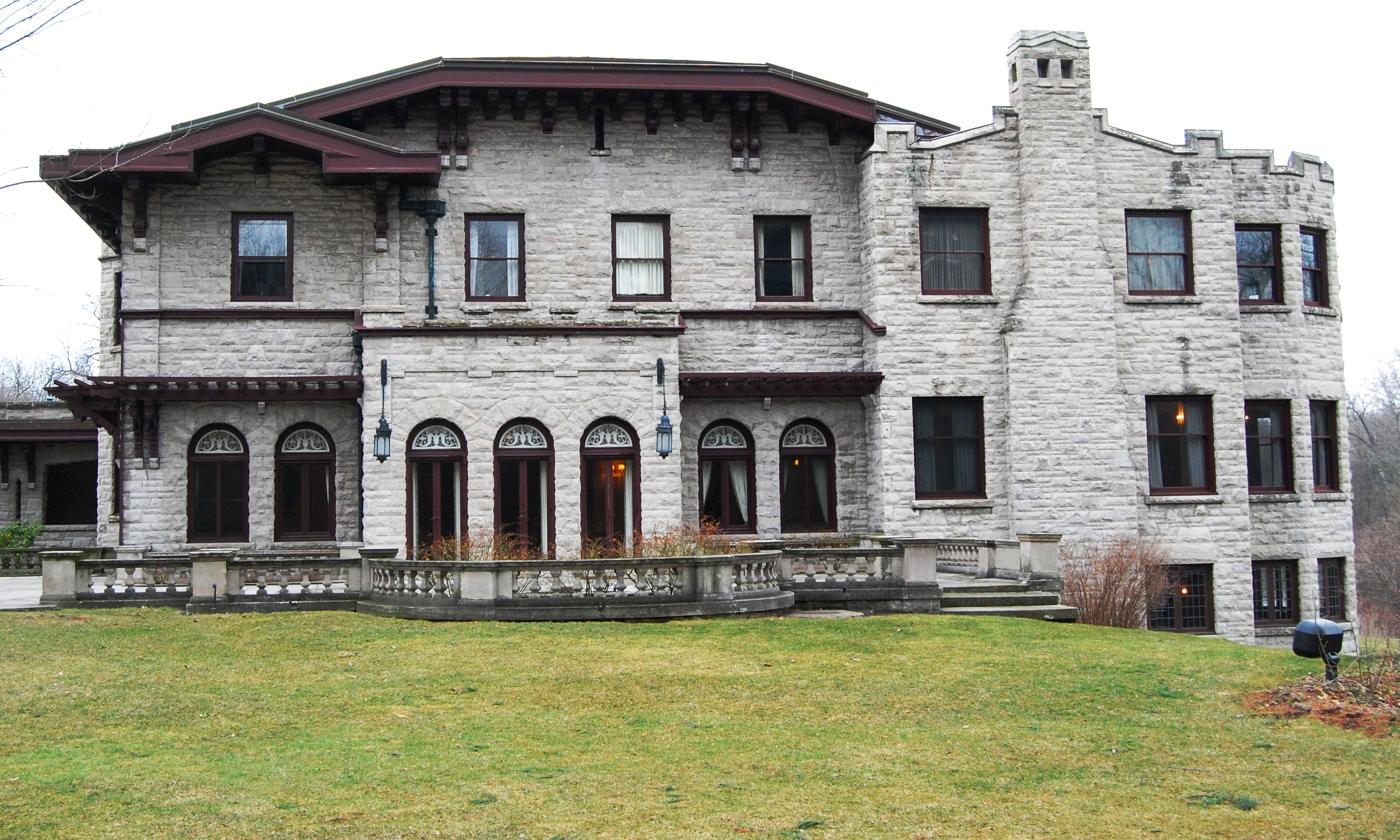
Lado noroeste.
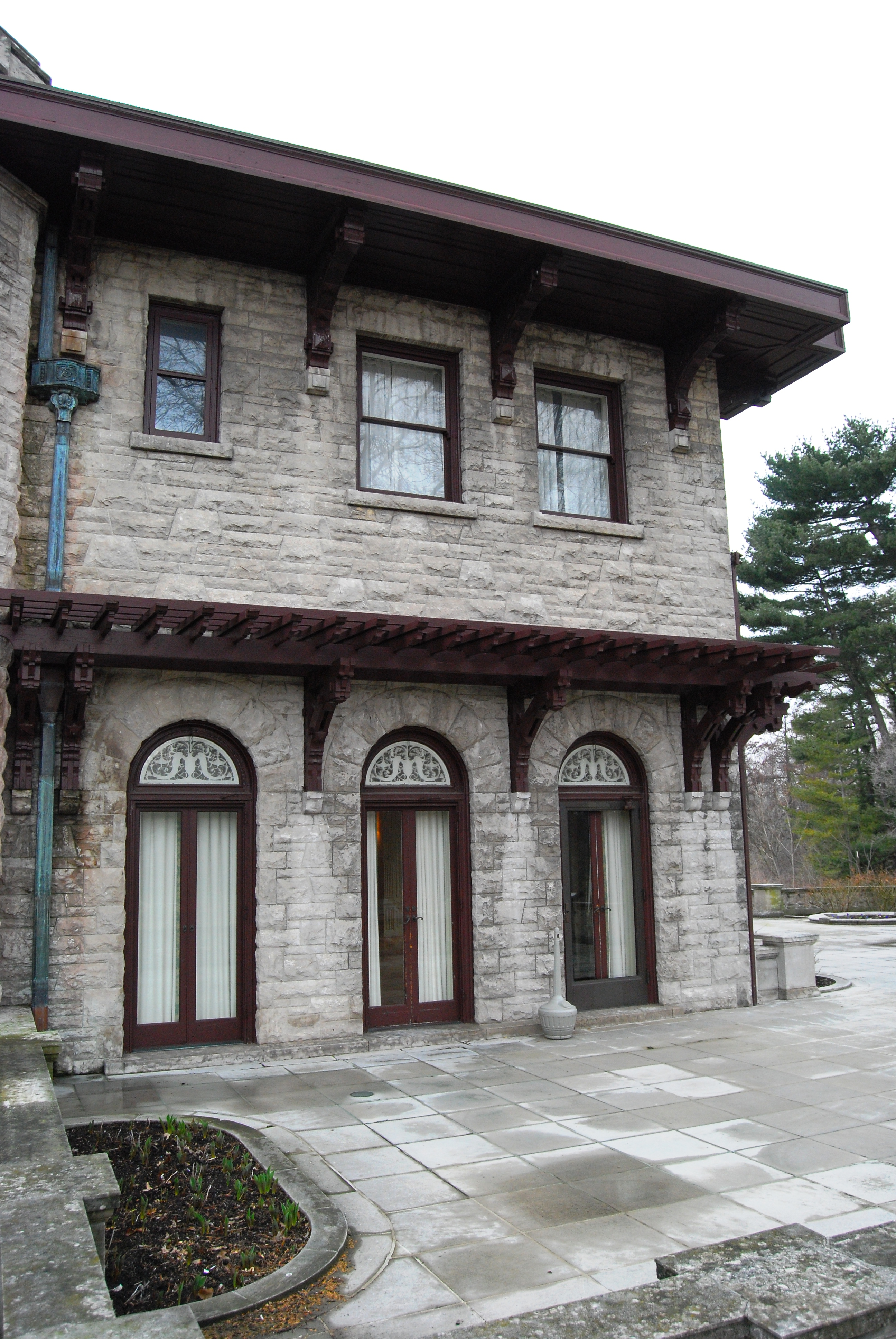
Patio.
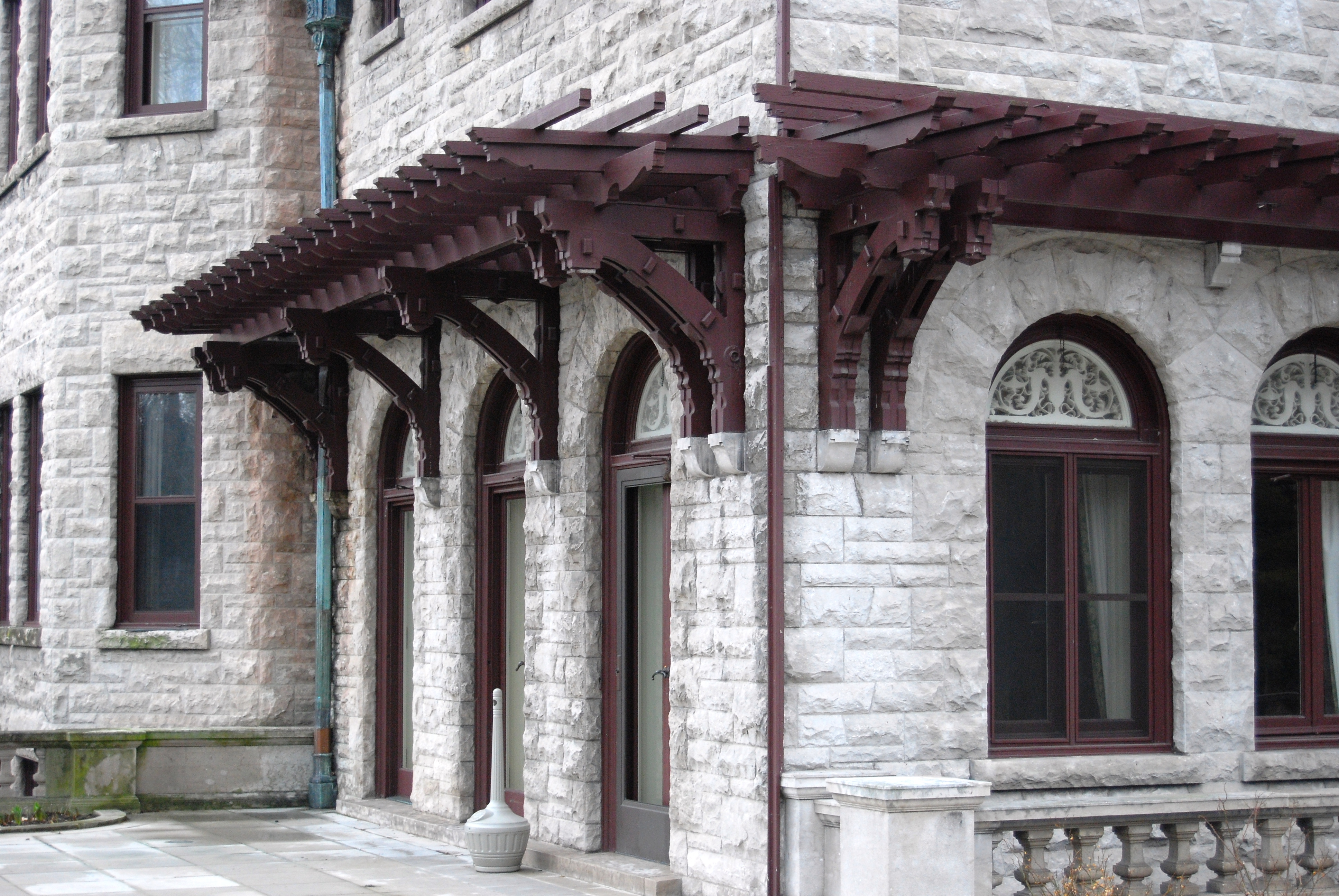
Patio.
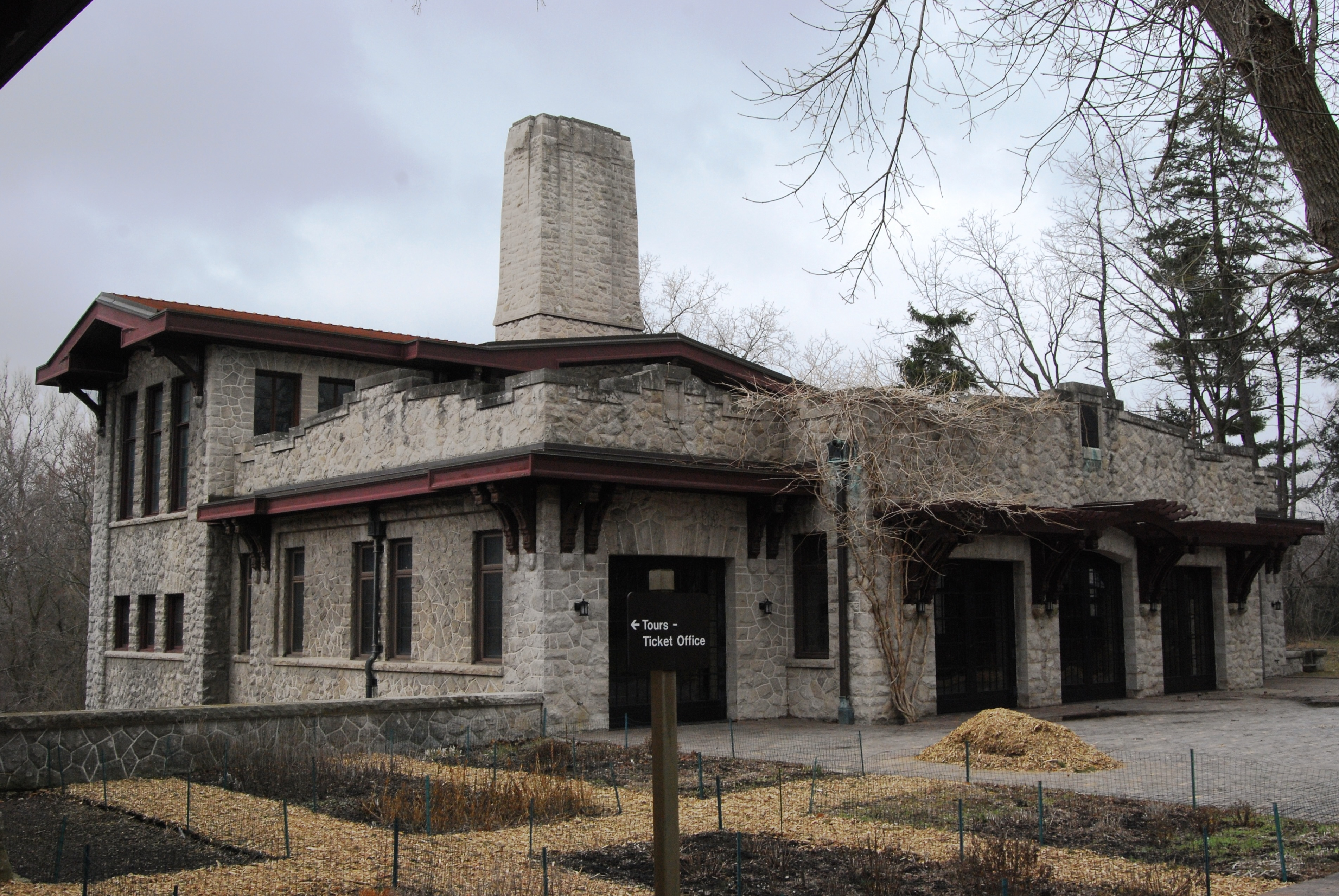
Central eléctrica- Garaje.
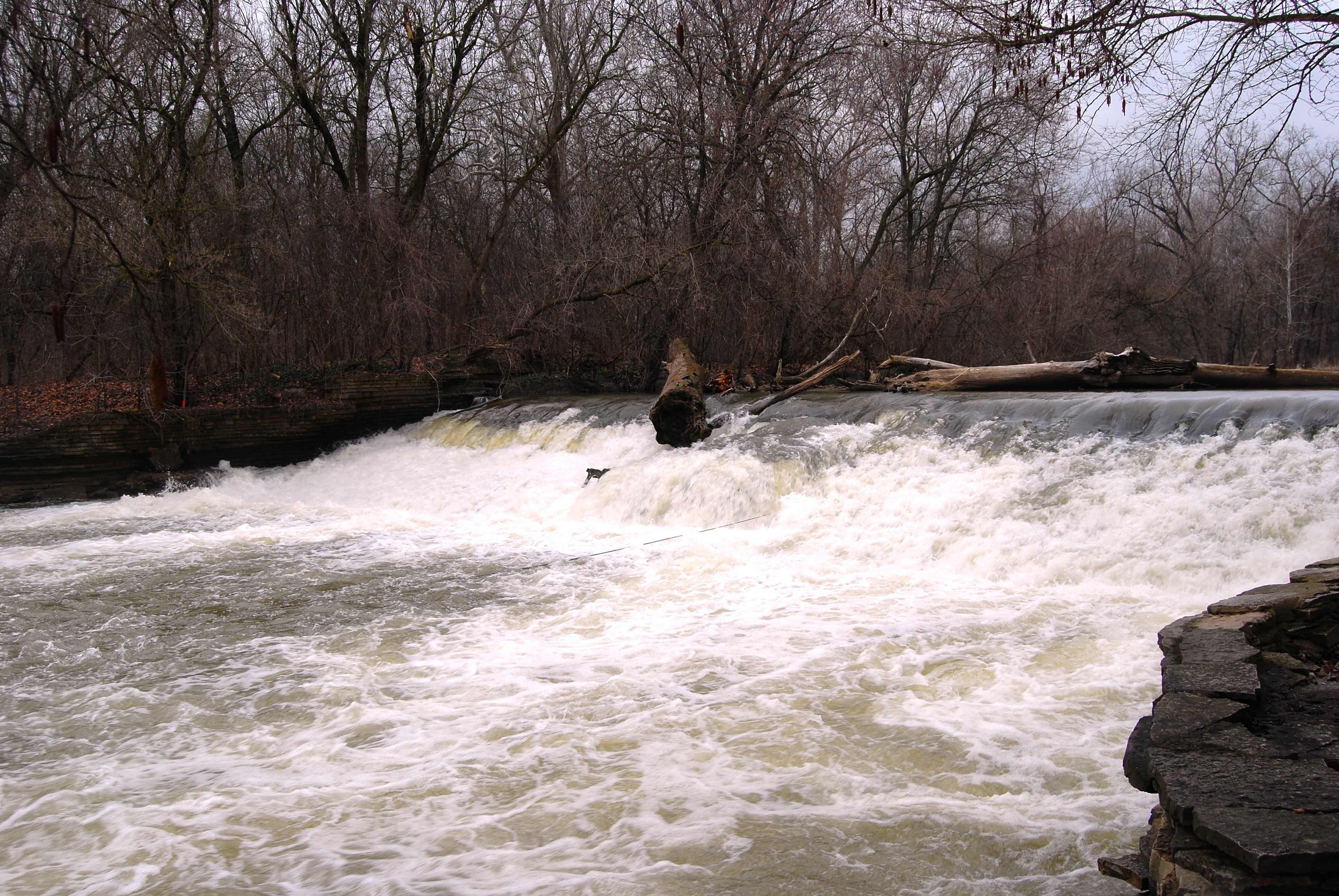
Río Rouge con la presa de Jensen.